# Frank Martin (Komponist)

Frank Martin, Besuch in Finnland, 1959

Frank Martin (* 15. September 1890 in Eaux-Vives; † 21. November 1974 in Naarden, Niederlande) war ein Schweizer Komponist.

## Leben
Frank Martin war das jüngste von zehn Kindern des calvinistischen Pfarrers Charles Martin, der französisch-hugenottischer Herkunft war. Er hatte nur einen musikalischen Lehrer, Joseph Lauber, der ihn Klavier, Harmonie und Komposition lehrte und 1911 am Schweizerischen Tonkünstlerfest in Vevey Martins erstes Werk aufführte. Von 1908 bis 1910 studierte Martin Mathematik und Physik an der Universität Genf.
Nach Aufenthalten in Zürich, Rom und Paris kehrte er 1926 nach Genf zurück. Dort gründete er zur Pflege der Musik des 17. und 18. Jahrhunderts die Société de musique de chambre. In den folgenden Jahren war er auch eng verbunden mit Émile Jaques-Dalcroze, der ihm die Technik der Rhythmik nahebrachte und an dessen Institut er von 1928 bis 1938 unterrichtete. Martin trat auch als Pianist und Cembalist auf, und während des Zweiten Weltkrieges war er Präsident des Schweizerischen Tonkünstlervereins. 1946 siedelte er in die Niederlande über. Von 1950 bis 1957 unterrichtete er Komposition an der Staatlichen Hochschule für Musik in Köln.

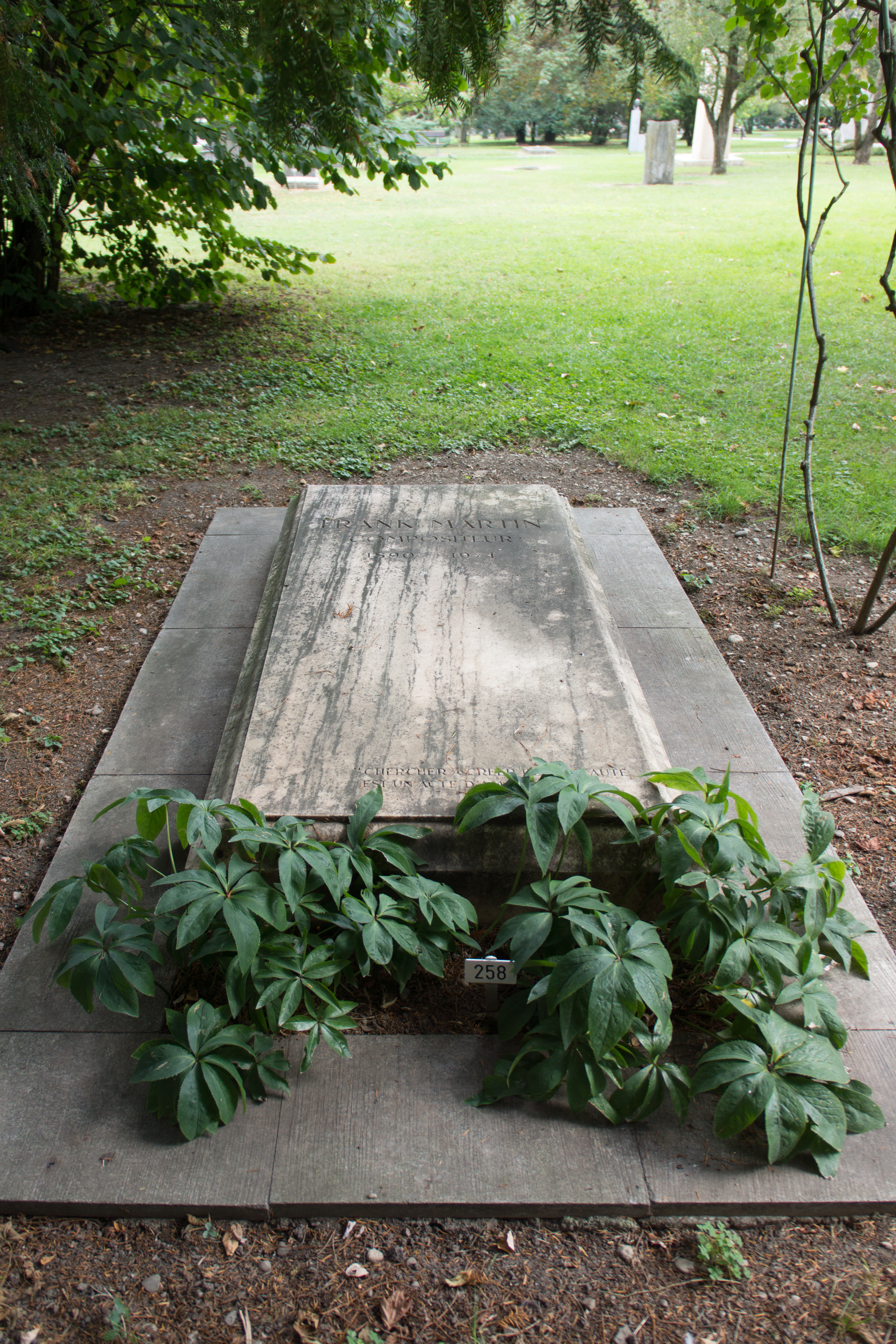
Martins Grab im Cimetière des Rois, Genf

Martin heiratete 1918 Odette Micheli, mit der er den 1922 geborenen Sohn Renaud hatte; die Ehe wurde 1930 geschieden. 1931 heiratete er Irène Gardian (1901–1939) und 1940 Maria Boeke (1915–2017), mit der er ab 1946 in Amsterdam und ab 1956 in Naarden (bei Amsterdam) lebte. Sie hatten zwei Kinder, den Sohn Jan und die Tochter Teresa.
In seinem persönlichen Stil, den er, nachdem seine früheren Werke noch deutlich durch die Musik von César Franck und Gabriel Fauré beeinflusst waren, in den 1930er Jahren ausbildete, entwickelte Martin eine Synthese aus der Zwölftontechnik Arnold Schönbergs und der traditionellen klassischen tonalen Musik.
Schwerpunkt seines Schaffens bilden Vokalwerke, so mehrere Oratorien, unter anderem Le vin herbé, In terra pax, Golgotha, Le Mystère de la Nativité und das Requiem. Dazu kommen zahlreiche kleinere Werke sowie solche für Sologesang und Orchester wie Der Cornet nach Rilkes Die Weise von Liebe und Tod des Cornets Christoph Rilke sowie die Sechs Monologe aus Jedermann. Neben gewichtigen musikdramatischen Werken wie Roméo et Juliette, Athalie und Der Sturm stellt sich Martins Vielfältigkeit auch in der reinen Instrumentalmusik dar. Davon zeugen mehrere Solokonzerte (für Violine, Cembalo, Cello, Klavier) ebenso wie Kammermusik für diverse Instrumente, darunter vor allem zu nennen die Balladen für Saxophon (1938), Flöte (1939), Klavier (1940), Posaune (1940), Violoncello (1949) und Viola (1972). Ursprünglich für Andrés Segovia hatte er 1933 die funktionelle Harmonik mit Zwölftontechnik verbindenden Quatre pièces brèves für Gitarre komponiert.
Zu seinen Schülern gehören u. a. Heinz-Albert Heindrichs, Georg Kröll, Alexander Meyer von Bremen und Ingo Schmitt.

## Werke

### Kammermusik
- Klavierquintett (1919)
- Trio sur des mélodies populaires irlandaises (1925) (Klaviertrio)
- Streichtrio (1935/36)
- Sonata da Chiesa für Viola d’amore und Orgel (1938, überarbeitet für Querflöte und Orgel 1941, für Viola d’amore und Streichorchester 1952)
- Ballade für Saxophon (1938)
- Ballade für Flöte und Klavier (1939)
- Ballade für Piano (1940)
- Ballade für Posaune und Klavier (1940)
- Ballade für Cello und Klavier (1949)
- Streichquartett (1967)
- Ballade für Viola, Holzbläser, Harfe, Cembalo, Pauken und Schlagzeug (1972)

### Solowerke
- Quatre Pièces Brèves für Gitarre (1933) – auch als Klavierfassung unter dem Titel Guitare (veröffentlicht 1976). Eine Orchesterfassung (mit Ernest Ansermet) entstand im Frühjahr 1934.
- Passacaille für Orgel (1944, auch als Orchesterfassung 1962)
- 8 Préludes für Klavier (1948, Dinu Lipatti gewidmet)

### Vokalmusik
- Cantate pour le temps de Noël (Weihnachtskantate) (1929/30)
- Messe für 2 vierstimmige Chöre (Kyrie, Gloria, Sanctus 1922; Credo 1922–24; Agnus Dei 1926) (daraus Agnus Dei auch für Orgel solo 1966)
- Le vin herbé (Der Zaubertrank), weltliches Oratorium von Joseph Bédier nach drei Kapiteln des Roman de Tristan et Iseut (I: Le Philtre – Der Liebestrank 1938; II: La Forêt de Morois – Der Wald von Morois und III: La Mort – Der Tod 1940–1941) für Solostimmen, Chor und Instrumentalensemble
- Ein Totentanz zu Basel im Jahre 1943 (1943)
- Sechs Monologe aus Jedermann, für Bariton und Orchester (1943–1944)
- In terra pax, Oratorium (1944)
- Trois chants de Noël, für Sopran, Flöte, Klavier, nach Gedichten von Albert Rudhardt (1947)
- Berceuse für Tenor, Klavier zu vier Händen und Gitarre (1947)[4]
- Golgotha, Oratorium (1948)
- Cinq chansons d’Ariel, für gemischten Chor nach Shakespeares Der Sturm (1950)
- Der Sturm, Oper in drei Akten (1956)
- Le Mystère de la Nativité, Oratorium (1957–1959)
- Drey Minnelieder, nach mittelalterlichen Texten für Sopran (oder Querflöte) und Klavier (1960)
- Monsieur Pourceaugnac, Musikkomödie in drei Akten nach Molière (1960–1962)
- Drei Poèmes de la Mort (nach Texten von François Villon) für Tenor, Bariton, Bass, zwei elektrische Gitarren und einen E-Bass (1969/71)
- Requiem (1971/72)
- Et la Vie l'emporta (1974)

### Orchestermusik
- Klavierkonzert (1934), 1936 bei den XIV. Weltmusiktagen der Internationalen Gesellschaft für Neue Musik (ISCM World Music Days) in Barcelona aufgeführt.[5][6]
- Symphonie für großes Orchester (1937)
- Ballade pour saxophone (ou cor de basset) et orchestre (1938)
- Petite symphonie concertante für Harfe, Cembalo, Klavier und zwei Streichorchester (1944/45), ein Auftragswerk von Paul Sacher, 1947 bei den XXI. Weltmusiktagen der Internationalen Gesellschaft für Neue Musik (ISCM World Music Days) in Kopenhagen aufgeführt.[5][6]
- Konzert für 7 Bläser, Pauken, Schlagzeug und Streichorchester (1949)
- Ballade für Violoncello und kleines Orchester (1950) (Collegium Musicum Zürich, Leitung: Paul Sacher)
- Violinkonzert (1950)
- Konzert für Cembalo und kleines Orchester (1951/52)
- Etudes für Streichorchester (1955–1956)
- Die vier Elemente, Orchestersuite (1963)
- Cellokonzert (1965)
- 2. Klavierkonzert (1968)
- Polyptyque für Violine und zwei Streichorchester (1973)

## Ehrungen
- 1965: Mozartmedaille durch die Mozartgemeinde Wien[7]
- 1974: Aufnahme als assoziiertes Mitglied in die Königliche Akademie von Belgien[8]